# 琳聖太子
琳聖太子是日本氏族大內氏傳說中的祖先，相傳是朝鮮三國時代百濟聖明王的第三皇子。
根據15世紀末葉寫成的《大內多多良氏譜牒》的說法，琳聖太子於推古天皇十九年（611年）從百濟而來，在周防國多多良濱（今山口縣防府市）登陸。聖德太子賜予他多多良姓和大內縣的領地。此後，琳聖太子便定居於該地，成為大內氏的祖先。
根據下松市的民間傳說，595年，周防國鷲頭莊青柳浦的松木上有大星（一說為北辰星）降下，發出光輝七日七夜不滅，告知人們百濟皇子即將到來。三年後，琳聖太子來到此地。人們為了紀念這件事，在大星降落之處建立神社祭祀大星，此地也被稱為、或「下松」。這就是下松市一名的由來。
「琳聖太子」一名，不論是在日本史料還是朝鮮半島史料中都沒有記載。而根據現代的研究，大內氏是由周防國的在廳官人而崛起成為當地豪族的。以琳聖太子為祖先的說法是從大內氏當主大內義弘一代才出現的。當時大內義弘非常重視對高麗王朝的貿易，很可能是大內義弘為了拉近與高麗王朝的關係才捏造了琳聖太子這個人物。
根據《朝鮮王朝實錄》記載，1399年（朝鮮定宗元年、日本應永六年），大內義弘發動應永之亂期間，曾向朝鮮派遣使節，自稱是百濟琳聖太子的後代，並以協助朝鮮擊退倭寇為名義，要求朝鮮分賞土地，被朝鮮拒絕了。
大內政弘擔任大內氏當主的時候，自稱是渡海來到日本的百濟人末裔，興福寺尋尊和尚在1472年（文明四年）所著的《大乘寺院社雜事記》中，有「大內本來非日本人……或又云高麗人」的記載。
今山口縣山口市大內御堀的乘福寺內有琳聖太子的供養塔。

## 外部連結
- （日語）豐田家家譜
- （日語）讀賣新聞在線・多多良大內氏的野心